# Пажитник голубоватый
Пажитник голубоватый (лат. Trigonella coerulescens) — вид травянистых растений рода Пажитник (Trigonella) семейства Бобовые (Fabaceae).

## Ботаническое описание
Однолетнее травянистое растение. Всё растение мягко оттопыренно-пушистое; стебли приподнимающиеся, 10—20 (40) см высотой, ветвистые. Прилистники яйцевидно-шиловидные, с немногими зубчиками; листочки обратнояйцевидные, к основанию клиновидные, вверху остро-зубчатые, 8—12 мм длиной, 4—8 мм шириной, редко до 20 мм длиной и 12 мм шириной.
Ножка соцветия равна или длиннее кроющего листа, 1—2 см длиной, реже очень короткая, всего 3—7 мм длиной; соцветие густое, головчатое, из 10—15 цветков; цветоножки очень короткие; прицветнички длиннее чашечной трубки. Чашечка трубчатая с зубцами равными трубке. Венчик светло-голубой; флаг узкий, продолговатый. Боб 10—15 мм длиной, ланцетно-продолговатый, длиннее в 4—5 раз своей ширины, прямой или слабо-изогнутый, чуть волосистый с коротким, 3—5 мм длиной, слегка отклоненным носиком, с жилками, продольно анастомозирующими и плоха заметными из-за опушения. Семена яйцевидные, тонко-бугорчатые. Цветение происходит в апреле и мае.

## Распространение и экология
Балканы, Крым, Европейская часть России (юг), Кавказ, Западная и Средняя Азия (запад). Растёт на сухих щебнистых и каменистых местах, изредка в посевах на низменности и в предгорьях.